# Lophocampa montana
Lophocampa montana är en fjärilsart som beskrevs av William Schaus 1911. Lophocampa montana ingår i släktet Lophocampa och familjen björnspinnare. Inga underarter finns listade i Catalogue of Life.